# Palazzo Chiaramonte

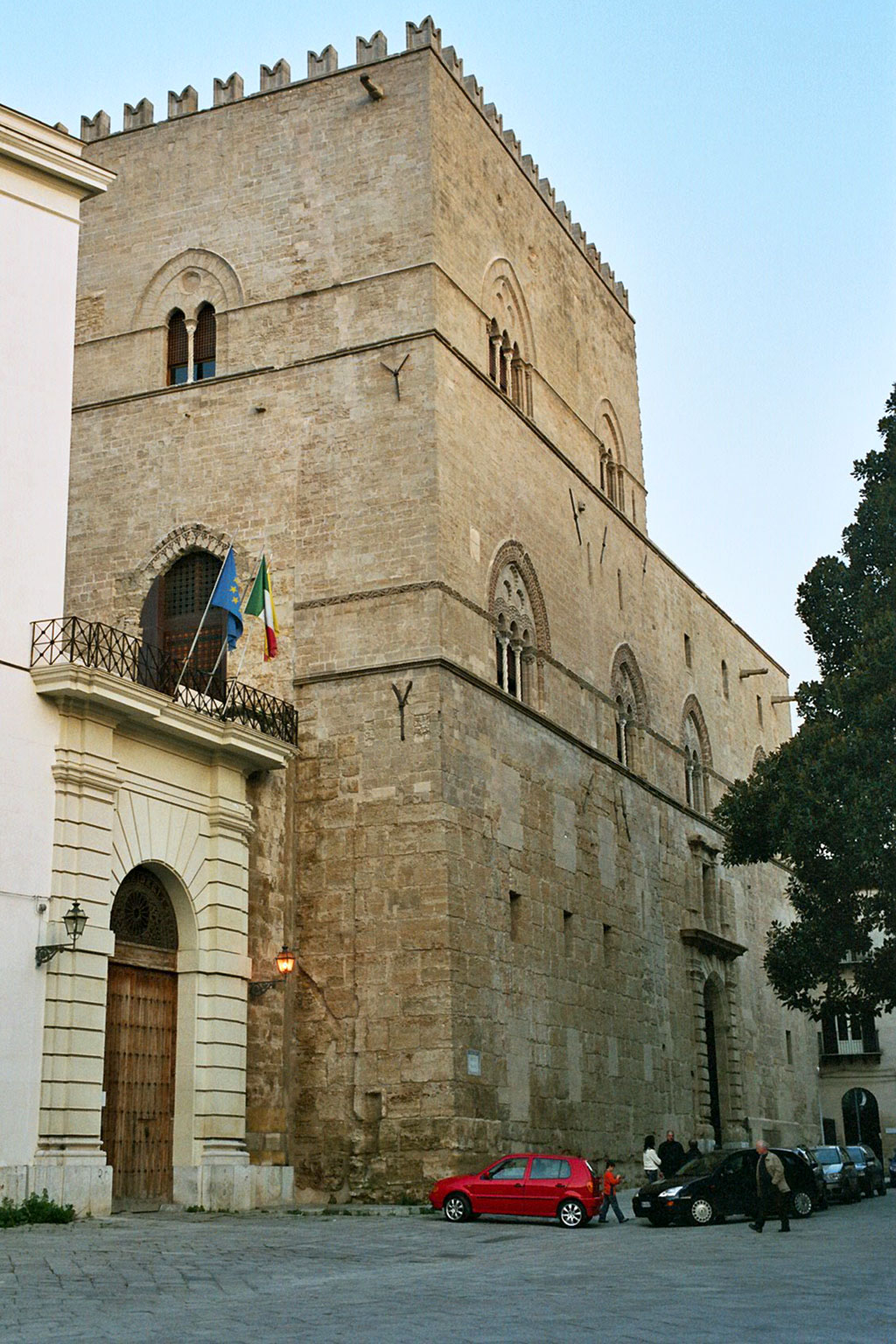
Palazzo Chiaramonte

Der Palazzo Chiaramonte, auch „Lo Steri“ genannt, ist ein Palast in Palermo. Er liegt südlich des Hafenbeckens La Cala und der Kirche Santa Maria della Catena an der Piazza Marina. Der Palast wurde im 14. Jahrhundert von der sizilianischen Adelsfamilie Chiaramonte erbaut. Er ist ein hervorragendes Beispiel für den spätgotischen Baustil des 14. Jahrhunderts auf Sizilien, der nach ihm als Chiaramontestil bezeichnet wird.

## Geschichte
Giovanni Chiaramonte, der Alte, kaufte 1306 ein großes Stück Land und gab den Bau des Palastes in Auftrag. 1320 war der Palast bis zum ersten Stock fertiggestellt. Weitere Arbeiten am Gebäude wurden durch die Aufträge von Manfred II. und Manfred III. ausgeführt. So wurde zum Beispiel der Bogengang im ersten Stock durch Manfred II. angebaut und die Holzdecke des Baronsaals auf Anordnung von Manfred III. errichtet. Die Decke wurde in nur drei Jahren nämlich von 1377 bis 1380 von sizilianischen Künstlern fertiggestellt. Die drei Maler waren Cecco aus Naro, Simone aus Corleone und Darenu aus Palermo.
Die Holzdecke wird auch die mittelalterliche Enzyklopädie genannt. Sie erzählt Geschichten aus dem alten Testament, zum Beispiel über Susanne, Salomon oder Judith, oder über Teile aus Tristan und Isolde Es gibt Jagdszenen, den Kampf zwischen Christen und Moslems, fantastische Figuren, die halb Mensch, halb Tier sind, Büsten von noblen Frauen, Ritterturniere, geometrische und floreale Motive und Wappen adeliger Familien. Der letzte Saal, die Sala delle Capriate im obersten Stockwerk, blieb unvollendet, da mit Andrea Chiaramonte der letzte der Familie am 1. Juni 1392 hingerichtet wurde, weil er Widerstand gegen den neuen König leistete. Der Palast ging in den Besitz des aragonesischen Königs Martin I. über, der 1409 verstarb. Dessen Vater Martin II. übernahm daraufhin den Thron und machte den „Palazzo Chiaramonte“ zur königlichen Residenz sowie zum königlichen Gerichtshof.
1446 wechselte der Chiaramontepalast dann seinen Namen in Steri (Festungspalast). 1517 hielten dann die Büros des Zolles ihren Einzug und es begannen die ersten Umbauarbeiten. Zum Beispiel wurde das Gebäude mit weiteren Eingängen und Fenstern versehen. 1598 wurde der königliche Gerichtshof nach einem Brand in den Normannenpalast übersiedelt und drei Jahre später, 1601 wurde der Palast Sitz des spanischen Inquisitionsgerichtes. Es befinden sich noch Graffiti und Schriften der Gefangenen dieser Zeit in den Räumen des Palastes. 1782 wurde auf Anordnung des Vizekönigs Caracciolo das Gericht aufgelöst und der Palast wurde bis 1799 ein Zufluchtsort für die Armen. Zwischen 1800 und 1958 wurden dann in den oberen Etagen die Büros des Gerichtes von Palermo untergebracht und im Erdgeschoss wieder die Büros des Zolles. Dann wurde das Gebäude von der Universität übernommen und restauriert, so dass es heute als Rektorat der Universität dient.

## Beschreibung
Der mächtige Bau mit einer Seitenlänge von 40 m umschließt mit seinen vier Flügeln einen quadratischen Innenhof. Besonders sehenswert sind die Zwillings- und Drillingsfenster mit Säulenarkaden, deren Ausschmückung den Begriff Chiaramontestil prägte. Im Sala magna, dem Hauptsaal, ist eine Holzdecke aus dem 14. Jahrhundert mit aufwendigen Malereien und Intarsienmustern erhalten; siehe dazu den separaten Artikel Holzdecke im Palazzo Chiaramonte.

## Bilder

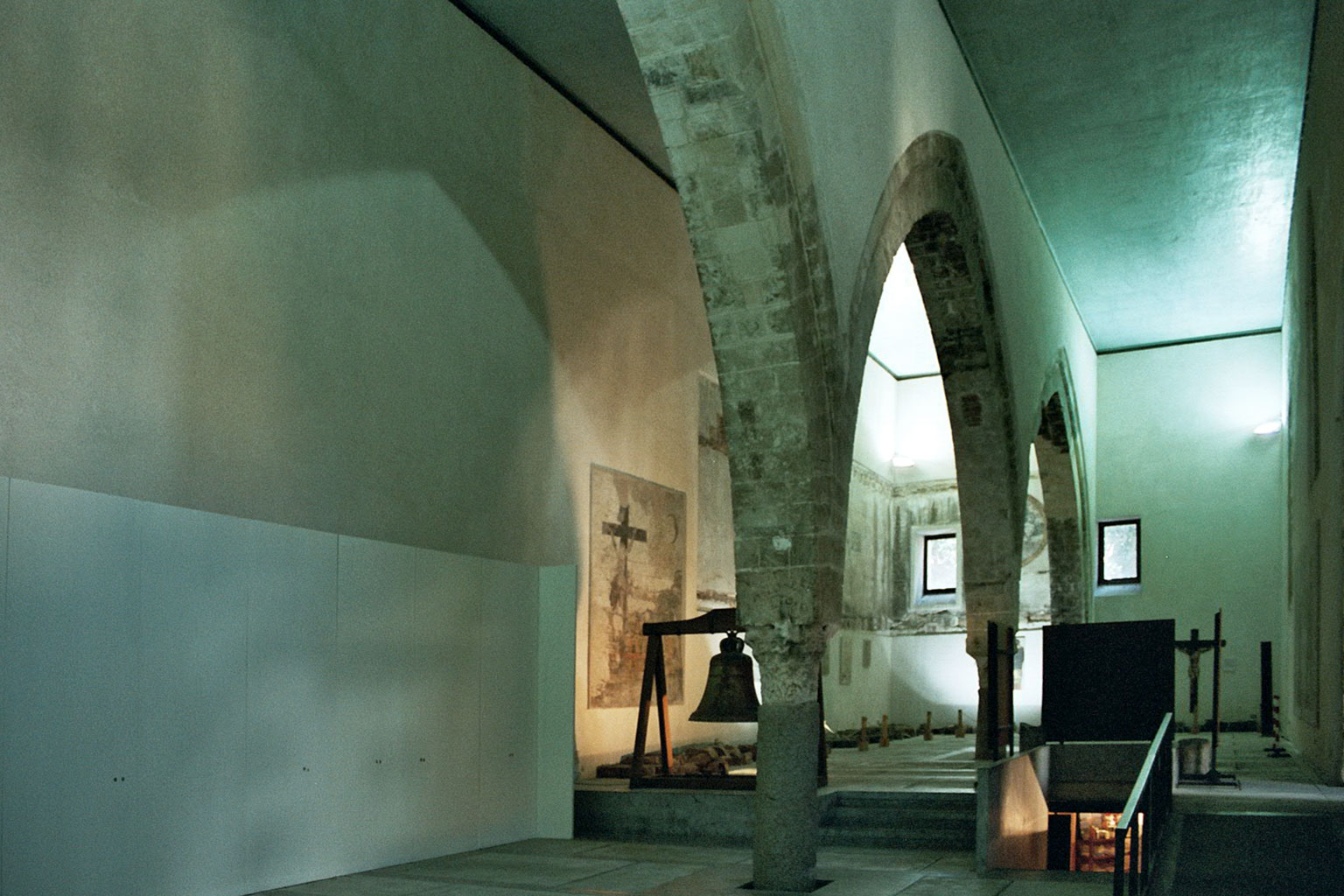
Audienzsaal
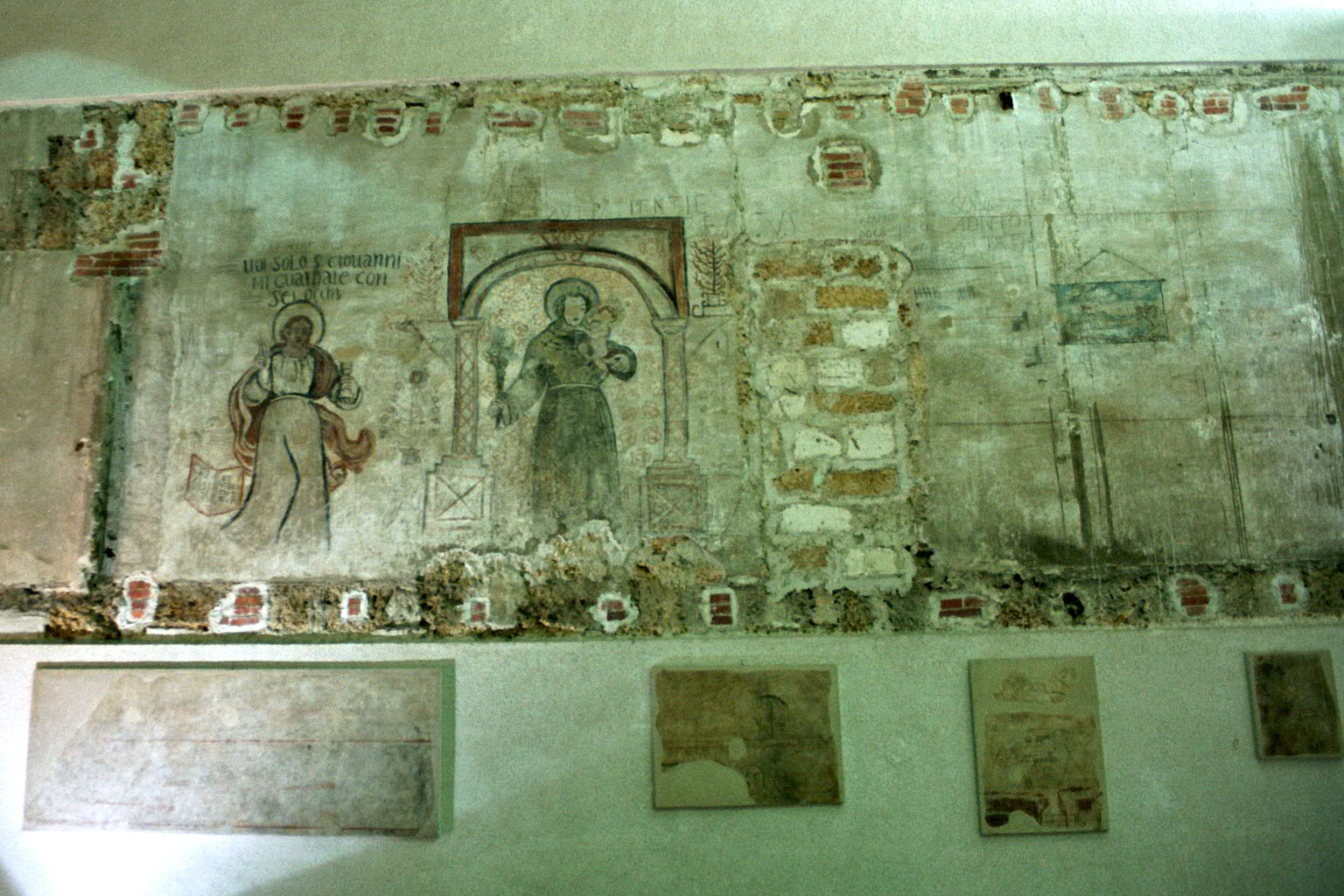
Graffiti
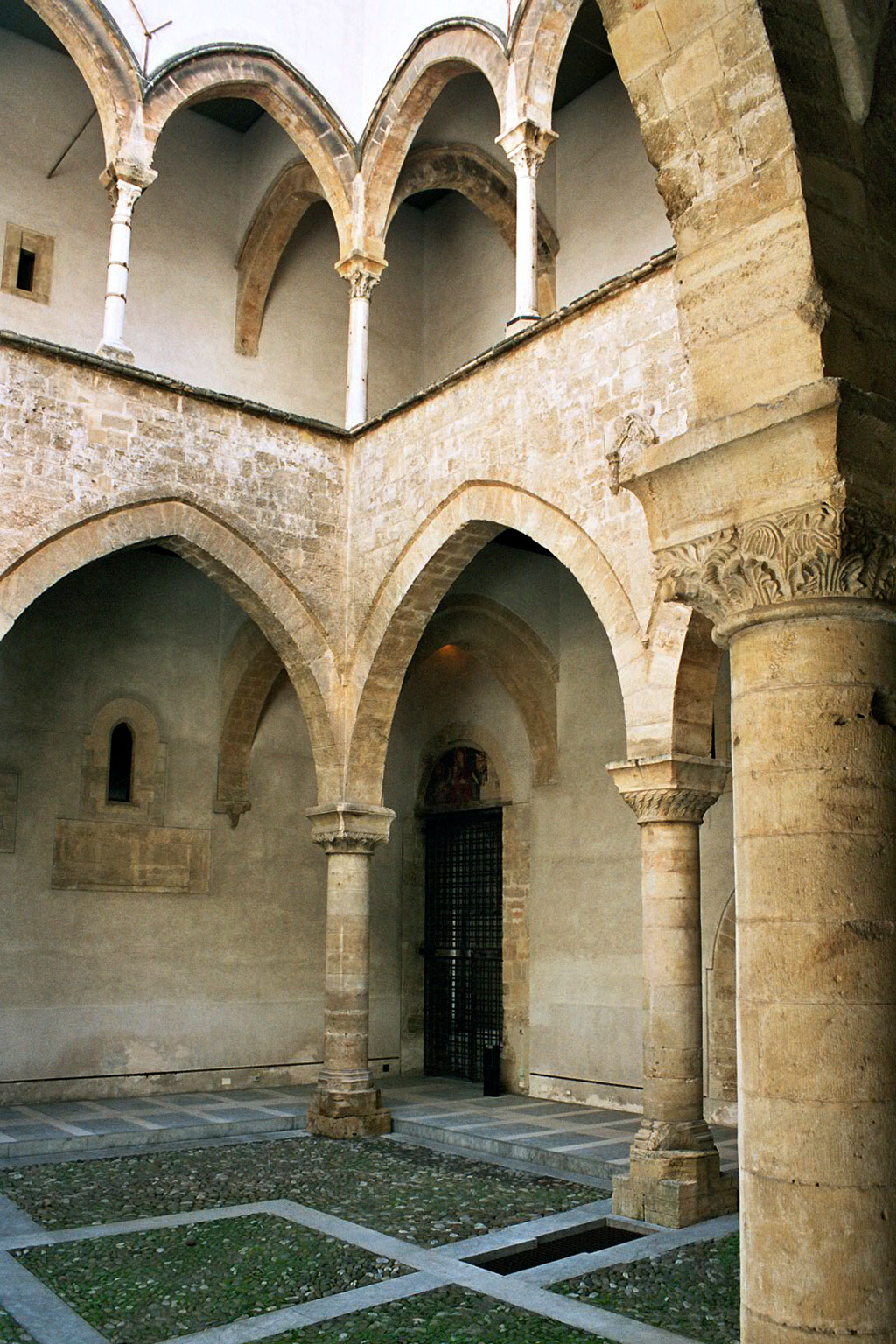
Innenhof
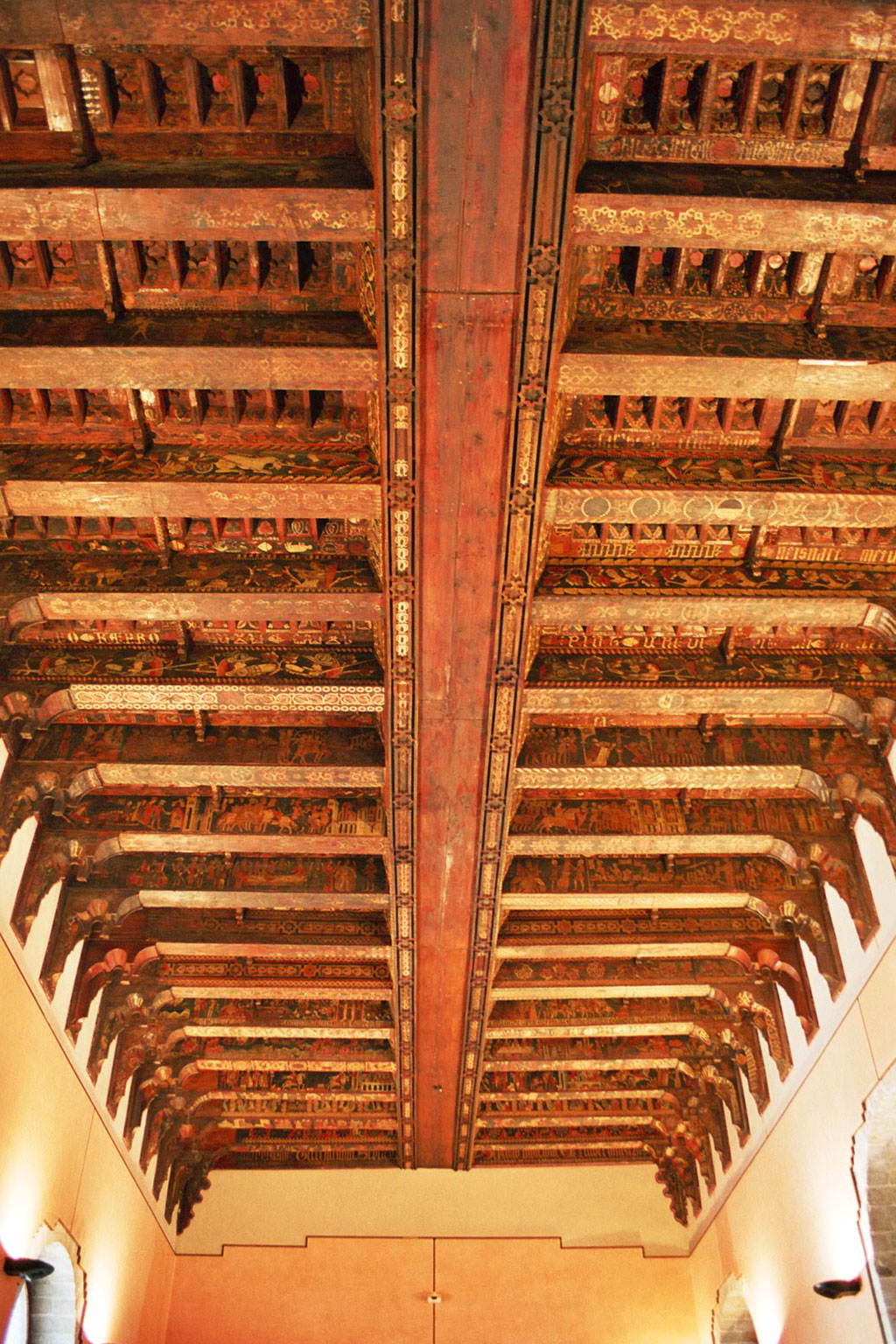
Holzdecke im Obergeschoss